# Barbara Pouwels
Barbara Lucia Elizabeth Pouwels (Amsterdam, 13 juli 1967) is een Nederlandse actrice.
Sinds 1980 is Pouwels actief als actrice en speelt  ze rollen in Nederlandse series. In 1980 speelde ze voor het eerst in de serie De zesde klas waar ze 7 afleveringen in mee deed. Vanaf het jaar 2000 speelde ze ook onder andere een eenmalige rol in Grijpstra & De Gier, Spoorloos verdwenen en Moordvrouw. Van 2014 tot 2017 had Pouwels een hoofdrol in de Nederlandse gevangenisserie Celblok H; ze speelde de rol van Agnes Brinkhorst, de nieuwe directrice van de gevangenis. Ze speelt in 2021 de rol van koningin Wilhelmina in de musical Soldaat van Oranje en ze  is in de tv-serie BuZa lid van het partijbestuur dat de drankzuchtige minister wil ontslaan.

## Filmografie
- Nederlandse Thesaurus van Auteursnamen: 402112709
- Virtual International Authority File: 5952147270656035700009
- WorldCat: E39PBJkMFCkYf77BmGHdM8DyVC